# Census of Antique Works of Art and Architecture Known in the Renaissance
Der Census of Antique Works of Art and Architecture Known in the Renaissance (kurz: Census) ist ein interdisziplinäres Forschungsprojekt, das dem Forschungsfeld der Antikenrezeption in der Renaissance gewidmet ist. Zentraler Bestandteil des Projekts ist die Datenbank, in der die in der Renaissance bekannten antiken Bild- und Bauwerke und die zugehörigen frühneuzeitlichen Dokumente erfasst und miteinander verknüpft werden. Das Projekt ist am Institut für Kunst- und Bildgeschichte der Humboldt-Universität zu Berlin angesiedelt.

## Aufgabe
Der Census ging aus dem Gedanken hervor, mehr Klarheit über die tatsächlichen Antikenkenntnisse der Künstler der Renaissance zu schaffen. Seit seiner Gründung verfolgt das Projekt daher das Ziel, alle in der Renaissance bekannten antiken Monumente und die sie rezipierenden frühneuzeitlichen Dokumente zu erfassen. Im Jahr 2015 enthielt die Census-Datenbank ca. 15.000 Datensätze antiker Bild- und Bauwerke sowie ca. 36.000 Bild- und Schriftquellen aus der Renaissance und wird bis heute ständig erweitert. Die antiken Monumente umfassen Skulptur und Plastik, Architektur, Inschriften, Münzen, Malerei und Mosaiken. Unter den Renaissancedokumenten finden sich neben Zeichnungen, Druckgraphiken, Skulpturen, Gemälden und Medaillen auch Sammlungsinventare, Reiseberichte, Künstlerviten und archivalische Dokumente.
Bis auf die Ausweitung des betrachteten Zeitraums und die Erweiterung der Datenbank um die antike Architektur und Münzen, hat sich die inhaltliche Ausrichtung des Census bis heute nicht verändert. Durch die Kooperationen des Projekts mit dem Corpus Winckelmann und dem Corpus Medii Aevi weitet sich die Zeitspanne der Census-Datenbank außerdem vom Mittelalter über die Renaissance bis ins 18. Jahrhundert aus.
Die Veröffentlichung der neuen Datenbank mit dem neuen Interface wurde auch genutzt, um eine terminologische Veränderung bezüglich der frühneuzeitlichen Objekte zu etablieren, von „documents“ zu „postclassical works“. Diese Veränderung gründet in der starken Wandlung methodologischer Fragestellungen, welche die künstlerische Renaissance Erfindung gegenüber der rein „dokumentarischen“ Antikenrezeption betont.

## Geschichte
Der Census entstand 1946 am Warburg Institute in London als Kooperationsprojekt mit dem Institute of Fine Arts an der New York University. Initiiert wurde das Projekt von den Kunsthistorikern Fritz Saxl und Richard Krautheimer und dem Archäologen Karl Lehmann, mit dem Ziel, ein dokumentarisches Forschungsinstrument für ein besseres Verständnis vom Nachleben der Antike in der Renaissance zu entwickeln. Für die Umsetzung ihrer Idee konnten sie die Archäologin Phyllis Pray Bober gewinnen, die ab 1947 am Aufbau eines Karteikartensystems arbeitete. Die antiken Monumente wurden in alphabetischer Ordnung und nach Gattungen getrennt auf den Karteikarten verzeichnet und neben Angaben zur Datierung, Autorschaft, Ikonographie etc. die zugehörigen Bild- und Schriftquellen aus der Renaissance erfasst. In der Anfangszeit lag der Fokus vorerst auf der antiken Skulptur und ihrer frühneuzeitlichen Dokumentation in Texten und Zeichnungen. Ab 1954 wurden die handschriftlichen Karteneinträge durch fotografische Aufnahmen der Monumente und Reproduktionen der Renaissancedokumente aus der Fotothek des Warburg Institute ergänzt.
Neben Bober, die stets in New York für das Projekt gearbeitet hatte, erhielt der Census im Jahr 1957 durch Ruth Rubinstein am Warburg Institute in London eine weitere langjährige Protagonistin. Ab diesem Zeitpunkt wurden in New York und London zwei parallele Karteien und Fotosammlungen fortgeführt. Aus Forschungen im Umfeld des Census gingen in der Folge zahlreiche Editionen von Renaissanceskizzenbüchern hervor. Zu den wichtigsten Publikationen, die im Rahmen des Census-Projekts entstanden sind, gehört das gemeinsam von Bober und Rubinstein selbst erarbeitete „Handbuch“ (Renaissance Artists and Antique Sculpture: A Handbook of Sources), das 1986 erschien.
Im Zuge der Kooperation des Census mit der Bibliotheca Hertziana in Rom ab Anfang der 1980er Jahre wurde das Forschungsprojekt nun auch auf die antiken und in der Renaissance bekannten Bauwerke ausgeweitet. Gleichzeitig wurde die schon kurz zuvor entstandene Idee, das analoge Karteikartensystem in eine computergestützte Datenbank umzuwandeln, wiederaufgenommen. Mithilfe des neu gestarteten Art History Information Program des Getty Center for the History of Art and the Humanities (heute Getty Research Institute) wurde ab 1981 die erste Census-Datenbank entwickelt und programmiert. Unter der Leitung von Arnold Nesselrath in Rom und in Zusammenarbeit mit dem US-amerikanischen Informatiker Rick Holt wurden ein objektrelationales Datenmodell erarbeitet und eine Software für UNIX-Systeme programmiert, was einen Datenzugriff nicht mehr allein über die Monumente, sondern von allen Seiten her ermöglichte.
Mit dem Ende der Förderung durch die Bibliotheca Hertziana wechselte der Census 1995 an die Humboldt-Universität zu Berlin, wo sich Horst Bredekamp erfolgreich für die Angliederung des Projekts an das Kunstgeschichtliche Seminar (heute Institut für Kunst- und Bildgeschichte) eingesetzt hatte. Zusätzlich erhielt das Census-Projekt eine Förderung durch das Bundesministerium für Bildung und Forschung (BMBF). In den Folgejahren wurde die Datenbank auf das MS-DOS basierte Datenbank-System Dyabola umgestellt und die Eingabe von mehreren PC-Arbeitsplätzen ermöglicht. 1998 erfolgte die erstmalige Veröffentlichung der Datenbank auf CD-ROM (später auf DVD), die durch jährliche Updates ergänzt wurde. Die erste Internet-Version der Census-Datenbank stand für Abonnenten ab 2000 zur Verfügung.
1999 erschien der Dokumentarfilm „Das Census-Projekt“, produziert von Ingo Langner und der Deutschen Welle, der die damalige Zeit der Neuerungen und Umwandlung des Projekts zeigt.
Nach Auslaufen der BMBF-Förderung wurde der Census 2003 in das Akademienprogramm der Union der deutschen Akademien der Wissenschaften aufgenommen und war bis Ende 2017 ein Vorhaben der Berlin-Brandenburgischen Akademie der Wissenschaften, dessen Arbeitsstelle an der HU Berlin angesiedelt war. Während dieser Zeit wurde die Datenbank in eine webbasierte Software (easydb) überführt, sie ist seit 2007 im Open Access im Internet konsultierbar.
Im Juni 2020 übernahm die US-amerikanische Kunsthistorikerin Kathleen Christian die Leitung des Census. In den Jahren 2021–2022 wird die Datenbanksoftware des Census aktualisiert und eine neue Benutzeroberfläche eingerichtet. Mit einem Pilotprojekt an der Berlin-Brandenburgischen Akademie der Wissenschaften, das von der Senatskanzlei Berlin gefördert wird, steht derzeit das Ziel im Vordergrund, die Census Datenbank in Linked Open Data zu überführen.
2023 erfolgte ein Upgrade der Census-Datenbank auf FYLR, eine Nachfolge-Software von Easydb, mit einem neuen Interface. An ein Pilotprojekt der BBAW anknüpfend, das von 2018 bis 2020 von der Senatskanzlei Berlin gefördert wurde, verschob sich der Fokus auf die Transformation der Census Datenbank in Linked Open Data. Durch ein zweijähriges Projekt (2021–2023) in Zusammenarbeit mit Takin.solutions ist es möglich, Daten aus der relationalen Datenbank in RDF/XML zu transformieren, unter Zuhilfenahme der X3ML „mapping language“.
Mit dem Ziel Census-Daten als FAIR Daten zur Verfügung zu stellen, wurden diese mittels CIDOC CRM semantisch verschlüsselt. Als Ergebnis dieses Projekts werden die RDF Dateien und ein SPARQL Endpunkt voraussichtlich im Herbst 2023 freigegeben.

## Publikationen
Von 1999 bis 2020 brachte der Census jährlich das mehrsprachige Periodikum Pegasus – Berliner Beiträge zum Nachleben der Antike heraus. Es diente hauptsächlich als Diskussionsforum für verschiedene mit der Antikenrezeption befasste Disziplinen und weitete den Blick auf alle nachantiken Epochen aus. Zudem wurden hier Forschungsergebnisse präsentiert, die aus der Arbeit mit der Census-Datenbank hervorgegangen sind.
Außerdem erschien in unregelmäßigen Abständen die Schriftenreihe Cyriacus – Studien zur Rezeption der Antike, die der Census gemeinsam mit der Winckelmann-Gesellschaft, Stendal, und dem Winckelmann-Institut für Klassische Archäologie der Humboldt-Universität zu Berlin herausgab. Die Reihe diente als Publikationsplattform von Tagungsakten und monographischen Untersuchungen.
Die aktuelle Buchreihe des Census All'Antica: Early Modern Perspectives on the Antique ist eine englischsprachige Reihe, die bei Brepols/Harvey Miller publiziert und gemeinsam von Cammy Brothers und Kathleen Christian herausgegeben wird. All'Antica wird Monographien, Tagungsbände und Übersetzungen wissenschaftlicher Beiträge herausbringen, die sich mit der Rezeption der Antike inner- und außerhalb Europas befassen. Darüber hinaus publiziert der Census den Forschungs-Blog Verso über Hypotheses. Verso veröffentlicht kurze Aufsätze, die sich mit der Geschichte des Census, aus dem Projekt hervorgegangenen Forschungen oder methodologischen Fragestellungen befassen.

## Kooperationen
Von 2015 bis 2022 wurde der Census of Antique Works of Art and Architecture Known in the Renaissance durch Daten aus dem Projekt Jacopo Stradas Magnum ac Novum Opus: A Sixteenth-Century Numismatic Corpus erweitert, das am Forschungszentrum Gotha der Universität Erfurt angesiedelt war. Zeichnungen aus Stradas Magnum ac Novum Opus sowie Abbildungen der damit verbundenen antiken Münzen, wurden dem Census hinzugefügt.
Seit 2022 ist der Census Mitglied des ARIADNEplus Konsortiums. Ebenfalls im Jahre 2022 begann der Census, in Kollaboration mit der Bibliotheca Hertziana in Rom, das Census x Hertziana Fellowship auszuschreiben. Das Stipendium wird jährlich an Prae- oder PostDoc Wissenschaftlerinnen und Wissenschaftler, deren Forschungsprojekte mit der Rezeption der Antike in Verbindung stehen, verliehen.
2023 kam auch das Warburg Institute in London mit an Bord, so dass das Stipendium nun als Census Fellowship in the Reception of Antiquity durch die Humboldt-Universität, die Bibliotheca Hertziana in Rom und das Warburg Institute in London angeboten wird.